# JASKY
JASKY（ジャスキー）は、日本の4人組みロックバンドであり。2005年、結成。バンド名表記はAが逆さになっており『J∀SKY』と書く。

## メンバー
- MITSUHIDE（ミツヒデ ・ ボーカル、ギター）
- 7月16日生まれ、A型、大分県出身。
- GEN（ゲン ・ ギター）現在はFUNGUSのGtとして活動中。
- 1月9日生まれ、B型、京都府出身。
- SOUHEI（ソウヘイ ・ ベース）
- 5月20日生まれ、O型、大分県出身。SOHEI名義でゼリ→のサポートベーシストとして参加。
- KEISUKE（ケイスケ ・ ドラム）
- 9月15日生まれ、O型、鹿児島県出身、ゼリ→の元ローディー(RODEO)。現在はSTEP UP BOYS(ｶﾘ)のDrとして活動中。

## 略歴
2005年
- 大分県出身のMITSUHIDE、SOUHEIと東京に在住していた、GEN、KEISUKEの4人を中心に結成。
- 6月7日、ライブハウス吉祥寺Planet Kの初ライブから首都圏を中心にライブ活動開始。

2006年
- 5月～6月、初のツアー『Asphalt cow boy』全国10ヶ所10公演を開催。6月7日ツアーファイナルで初の自主企画イベント開催。
- 11月5日、JASKY Presents "PLATINUM PARADE"を開催。
- 12月24日、『SOULFUL / PEANUT BUTTER』の2曲を収録したCDを1000枚限定でライブ会場と地方都市13ヶ所にて無料配布を実施。

2007年
- 5月～6月、ツアー『ROLLING THE WEST SIDE』全国14ヶ所14公演を開催。
- 8月、ALL STAR's PARTY @OSAKAにゲスト出演。
- 10月、AUTUMN TOUR　『Short Tour 07'』学園祭を含む全国7ヶ所7公演を開催。

2009年
- 5月～6月、ツアー『首領・SMOKER』全国7ヶ所7公演を開催。

2012年
- 10月～11月、『AUTUMN FES SHORT TOUR 12'』

神田鳳祭（専修大学）・樹徳祭（山梨学院大学）・桂川祭（都留文科大学）・DESIGN FESTA（東京ビッグサイト）の4ヶ所4公演に出演。
2013年
- 1月～12月、度重なるメンバーの怪我や病気の為、表立った活動は休止、楽曲制作に没頭する

2014年
- 3月、LIVE活動再開
- 10月、現ﾒﾝﾊﾞｰでの最後の音源Asphalt cow boy配信し事実上の解散。

2015年
- 11月14日、MITSUHIDE、GEN、SOUHEIの３人に加えｻﾎﾟｰﾄDrを入れ下北沢ReGで復活ライブを行う。
- このライブを最後にボーカルMitsuhideが正式に脱退。

## 作品
- BLIND (2005年8月)
- SOULFUL/PEANUT BUTTER (2006年12月)
- ROLLING STONE/PLATINUM ROCK (2007年5月)
- 首領・SMOKER (2009年5月)
- 1.首領・SMOKER　2.Choose Life　3.LOVE LESS　4.PORNO MAGIC
- Go my way (2014年7月)
- Asphalt cow boy(2014年10月)配信